# Samuel Holten

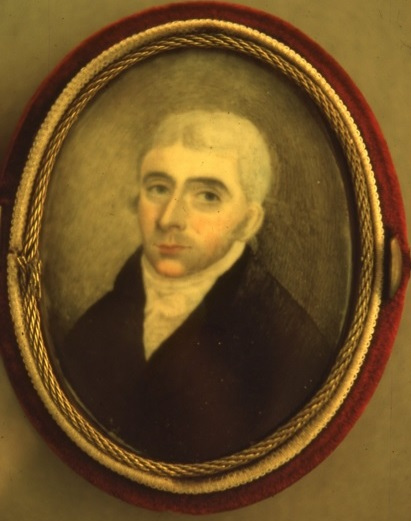
Samuel Holten, um 1790

Samuel Holten (* 9. Juni 1738 in Danvers, Province of Massachusetts Bay; † 2. Januar 1816 in Danvers, Massachusetts) war ein amerikanischer Arzt, Politiker und Richter. Er war einer der Unterzeichner der Konföderationsartikel.

## Leben
Samuel Holten studierte Medizin und praktizierte nach abgeschlossener Ausbildung einige Zeit lang in Gloucester. Dann kehrte er nach Danvers zurück, wo er als Arzt weiter praktizierte. Später entschied er sich, eine politische Laufbahn einzuschlagen. Holten war von 1774 bis 1775 Mitglied im Provinzkongress und 1775 Mitglied im Committee of Safety. Dann war er dreimal, von 1778 bis 1780, von 1783 bis 1785 und 1787 Mitglied im Kontinentalkongress. Am 17. August 1785 wurde er zum President Pro Tempore gewählt. Ferner war er 1779 Mitglied des staatlichen Verfassungskonvents. Darüber hinaus gehörte er dem Senat und dem Repräsentantenhaus von Massachusetts an. Holten war von 1780 bis 1782, 1784, 1786, 1789 und 1790 im Senat und einmal 1787 im Repräsentantenhaus von Massachusetts tätig. Er war auch mehrere Male, von 1780 bis 1782, 1784, 1786, von 1789 bis 1792, 1795 und 1796 Mitglied im Governors Council.
Holten wurde als Anti-Administration-Kandidat in den 3. US-Kongress gewählt, wo er vom 4. März 1793 bis zum 3. März 1795 verblieb. Im folgenden Jahr, 1796, wurde er zum Richter am Nachlassgericht für das Essex County ernannt, eine Stellung, die er bis zu seinem Rücktritt 1815 innehatte. Er starb 1816 und wurde auf dem Holten Cemetery beigesetzt.